# Heterorachis ultramarina
Heterorachis ultramarina is een vlinder uit de familie spanners (Geometridae). De wetenschappelijke naam van deze soort is voor het eerst geldig gepubliceerd in 1968 door Herbulot.
De soort komt voor in tropisch Afrika.